# أبو بكر الإدفوي الإدريسي
الإمام أبو بكر الإدفوي الإدريسي المصرى (304هـ - 388هـ/916م -998م) عالم دين ومفسر، يُكنى بالإدفوي نسبة إلى مدينة إدفو بمحافظة أسوان بمصر، ومن ألقابه (المتولى - أبو بكر- أبو الفقيه- أبو الفقهاء- الإدريسي)، وله العديد من المؤلفات والكتب.
ُ

## نسبه
هو محمد بن على بن أحمد بن إدريس بن على بن يوسف بن عبد الرحيم العلوي بن إدريس الميمون بن مصطفى بن عبد الستار بن عبد الصمد بن عبد المعطى الشاش بن هشام بن حسين بن عثمان بن منصور بن محمد بن أحمد بن محمد وُيكنى بأبي بكر بن نور الدين بن عبد الوهاب بن عز الدين بن عمر النجاتى بن سعيد البكري بن إبراهيم الحارثى بن المُنير بن محمود بن محمد بن القاسم بن إدريس الأصغر بن إدريس الأكبر بن عبد الله بن الحسن المُثنى بن الحسن السبط بن الإمام على بن أبى طالب.

## حياته
ولد الإدفوي في شهر صفر سنة (304 هـ/ 916م) في مدينة إدفو، ترعرع بها مشتغلا بتجارة الأخشاب؛ لتعينه على مصاعب الحياة؛ فتعددت سفرياته إلى الفسطاط حيث تلقى علمه في جامع عمرو بن العاص، ثم جامع أحمد بن طولون ُملتقى العلماء المغاربة، وبعدها تردد على مشايخ العلم لينهل من مواردهم بالقاهرة وتصدى بعد ذلك لتدريس علوم القراءات والنحو والتفسير عن طريق النحو في الجامع الطولونى. فأنشأ تلميذه الشيخ«على بن سعيد الحوفى» علما جديدا بتصنيف كتابه «علوم القرآن» الذي كان بمثابة الفهرس لجميع غرائب القرآن الكريم ومجازاته وأمثاله وقد ُذكر هذا في طبقات المفسرين للداودى في ترجمته رقم (332 صفحة 388 طبعة بيروت). وذكره الراحل الأستاذ الدكتور «شوقي ضيف» رئيس مجمع الخالدين السابق في كتابه (مدارس النحو في مصر).
وابنه الأوحد هو (عبد الرحمن بن محمد بن على الإدفوي) وكنيته (أبو القاسم وأبو محمد) نسبة لأجداده الأدارسة، وكان يعمل برواية الحديث وفيما يبدو أنه هو الذي أنجب ذرية الإمام الإدفوي والمُكونِين للقوة البشرية لمركز إدفو صُلبا ونسبا، ومن البارزين من أسباطه من جهة الأم المؤرخ والأديب والفقيه (كمال الدين وعد الله أبى الفضل جعفر بن ثعلب بن جعفر بن مطهر الإدفوي المنتهى نسبه إلى ثعلبة بن مطاعن بن عبد الكريم بن موسى بن عيسى بن سليمان بن عبد الله بن أبى الكرام بن موسى الجون بن عبد الله بن الحسن المُثنى بن الحسن السبط بن على بن أبى طالب والمدفون بالقاهرة خارج مقابر باب النصر وكان مولده بمدينة إدفو عام (685ه-1286م وتوفى عام748ه-1347م).

## كتبه
وُيذكر تسرب أول مخطوطة مكتوبة على ورق البردي والظاهر أنها من (مكتبة سيدى الإدفوي) التي لم يُعثر عليها حتى الآن وترجع المخطوطة إلى القرن الثالث الهجري وهي كتاب الجامع في الحديث تصنيف«عبد الله بن وهب» أحد تلاميذ (الإمام مالك) توفى عام 197ه وهي محفوظة بدار الكتب (العربية تطور وتاريخ د. كريم زكى حسام الدين/مكتبة النهضة المصرية.ص194) – والإدفوي من علماء القرن الرابع الهجرى.
ومن تصنيفات الإدفوي (120) مجلدة في تفسير القرآن الكريم بعنوان (الاستغناء في علوم القرآن) موجود بعض منها بدار المحفوظات بالقلعة بمصر و"ذكر سزكين المجلد الأول فقط في سليم آغا ولكن يوجد في سليم آغا/ إسطنبول ثلاث مجلدات أخرى: المجلد الرابع برقم 564 ويقع في 456 ورقة. المجلد الخامس برقم 65 ويقع في 456 ورقة.
- الهداية إلى بلوغ النهاية في معاني القرآن وتفسيره وأنواع علومه» وهو الكتاب المسمى«بكتاب الاستغناء» المشتمل على نحو ثلاثمائة جزء في علوم القرآن، اقتضبت من هذا الكتاب نوادره وغرائبه ومكنون علومه معما أضفت إلى ذلك من الكتاب الجامع في تفسير القرآن، تأليف أبي جعفر الطبري، وماتخيرته من كتب النحاس، وكتاب أبي إسحاق الزجاج، وتفسير ابن عباس، ابن سلام، ومن كتاب الفراء.. ومن غير ذلك من الكتب في علوم القرآن والتفسيروالمعاني والغرائب والمشكل، انتخبته من نحو ألف جزء أو أكثر، مؤلفة في علوم القرآن، مشهورة مروية».

وألف محمد بن علي الأدفوي المتوفى سنة 388ه الاستغناء في علوم القرآن وهؤلاء من علماء القرن الرابع الهجري ثم تتابع التأليف بعد ذلك في إعجاز القرآن فألف علي بن إبراهيم بن سعيد الحوفي المتوفى سنة 430ه في إعراب القرآن...